# Швартбук
Швартбук (нім. Schwartbuck) — громада в Німеччині, розташована в землі Шлезвіг-Гольштейн. Входить до складу району Плен. Складова частина об'єднання громад Лютьєнбург.
Площа — 13,09 км2. Населення становить 762 ос. (станом на 31 грудня 2020).